# Peckoltia
Peckoltia (Пеколтія) — рід риб триби Ancistrini з підродини Hypostominae родини Лорікарієві ряду сомоподібні. Має 21 вид. Названо на честь науковця Густаво Пеколта.

## Опис
Загальна довжина представників цього роду коливається від 7,2 до 40 см. Зовнішністю дещо схожі на сомів роду Hemiancistrus. Голова велика, морда трохи витягнута. Очі помірно великі з райдужною оболонкою. Є бічний гребінь. Рот являє собою «присоску». Зуби щіткоподібні, на обох щелеп мають однаковий розмір, на верхній щелепі утворюють кут у 90°. Тулуб кремезний, подовжений, вкрито кістковими пластинками. У статевозрілих самців у верхній частині тулуба присутні збільшені одонтоди. Спинний та грудний плавці мають жорсткі промені (шипи). Спинний плавець високий, доволі довгий. Жировий плавець невеличкий. Грудні плавці широкі. Черевні трохи менше за останні. Анальний плавець маленький, скошений. Хвостовий плавець широкий, з розгалуженими променями або з вирізом.
Зазвичай вони жовтувато-піщані, помаранчеві, сірі, коричневі або чорні. Види різняться між собою насамперед малюнком на основному фоні. На голові або спині присутні яскраві сідлоподібні плями або цяточки, з боків і плавцях — тонкі темні смужки. На череві можуть бути темні плямочки.

## Спосіб життя
Це демерсальні риби. Воліють до прісних водойм. Зустрічаються на швидких ділянках річок з кам'янистим дном. Утворюють невеличкі косяки. Живляться водоростевими обростаннями і личинками комах. Здобич всмоктують губами. Губи також використовують, щоб присмоктуватися до каменів.
Деякі види перед нерестом у стрімких глиняних берегах риють нори завдовжки 30-80 см. Самиця в цих норах відкладає ікру, потім самці залишаються охороняти її, іноді охороняють обоє батьків.

## Розповсюдження
Мешкають у басейнах річок Амазонка, Оріноко, Ессекуїбо, Вентура, Ініріда, Укаялі, Тапажос, Ріо-Негро, Бранко, Рупунуні, Пурус — у межах Венесуели, Гаяни, Суринаму, Французької Гвіани, Бразилії, Колумбії, Перу.

## Тримання в акваріумі
Підходить не дуже високий акваріум, 35-40 см заввишки, з великою площею дна. На дно насипають суміш великого і середнього піску. Зверху укладають камені середнього й великого розміру з пласкою підошвою. Уздовж задньої стінки споруджують печерки з каменів. Рослини не обов'язкові, але можна висадити кілька великих кущів ехінодорусу по кутах. У цьому випадку треба розуміти, що голодні соми, зскрібаючи бактеріальний наліт з листя захоплюються так, що після такої процедури на листках залишаються наскрізні діри. Дрібні кущики рослинності великі особини можуть з'їсти до коренів.
Неагресивні риби. Утримувати краще групою від 4-5 особин. Сусідами можуть бути інші лорікарієві, харацинові і сомики-корідораси. Годують риб свіжими овочами і таблетками для рослиноїдних сомів. 30 % від раціону має становити живий харч або замінник (фарш із морепродуктів). З технічних засобів знадобиться внутрішній фільтр середньої потужності, компресор. Температура тримання повинна становити 23-26 °C.

## Види
- Peckoltia braueri
- Peckoltia brevis
- Peckoltia caenosa
- Peckoltia capitulata
- Peckoltia cavatica
- Peckoltia compta
- Peckoltia ephippiata
- Peckoltia furcata
- Peckoltia greedoi
- Peckoltia lineola
- Peckoltia lujani
- Peckoltia multispinis
- Peckoltia oligospila
- Peckoltia otali
- Peckoltia pankimpuju
- Peckoltia relictum
- Peckoltia sabaji
- Peckoltia simulata
- Peckoltia vermiculata
- Peckoltia vittata
- Peckoltia wernekei